# Ludwig I. (Württemberg)
Ludwig I. (* um 1119; † 1158) war von 1138 bis 1158 Graf von Württemberg.
Ludwig I. war ein Sohn von Konrad II. und der Hadelwig. Gemeinsam mit seinem Bruder Emicho erschien er von 1139 bis 1154 am Hofe von König Konrad III. und Kaiser Friedrich I. Barbarossa.
Ludwig I. war der erste aus dem Geschlecht der Württemberger, der in zuverlässiger Weise urkundlich als Graf bezeichnet wurde, und somit auch der erste Wirtemberger, der sicher eine Grafschaft besaß. Er war vermutlich Vogt der Kanoniker vom Heiligen Grab im Kloster Denkendorf.
Warum mit der Generation der Brüder Ludwig und Emicho von Württemberg der bisherige familiäre Leitname Konrad im Hause Württemberg abgelöst wurde durch den neuen Leitnamen Ludwig ist bisher unklar. Insbesondere der Name Emicho könnte ein Hinweis auf eine nahe Verwandtschaft zum Haus Leiningen sein. Die Anfänge des Hauses Leiningen und ein eventueller Bezug zum Geschlecht der Emichonen ist jedoch auch unklar. Weiterhin ist völlig unklar, ob die eventuelle Verwandtschaft zu den Leiningern oder den Emichonen über Ludwigs und Emichos potentielle Mutter Hadelwig oder den unbekannten Großvater väterlicherseits entstanden ist.  